# 折下光輝
折下 光輝（おりした こうき、2000年2月14日 - ）は、徳島県阿南市出身の元プロ野球選手（内野手）。右投右打。NPB加盟球団では育成選手であった。

## 経歴
徳島県立新野高等学校では3年次はエースで主将。投手としては最速140km/h、打者としては高校通算35本塁打。

### 巨人時代
2017年9月に行われた読売ジャイアンツの新人入団テストを受験し合格。10月26日に行われたドラフト会議で読売ジャイアンツから育成選手ドラフト7位で指名され、11月12日に支度金200万円、年俸230万円で仮契約を結んだ。背番号は008。
2020年は、イースタン・リーグの出場はなく、三軍戦41試合に出場し、81打数11安打、打率.136、0本、3打点の成績だった。
11月2日、戦力外通告されたことが発表された。

### 関西独立リーグ・堺時代

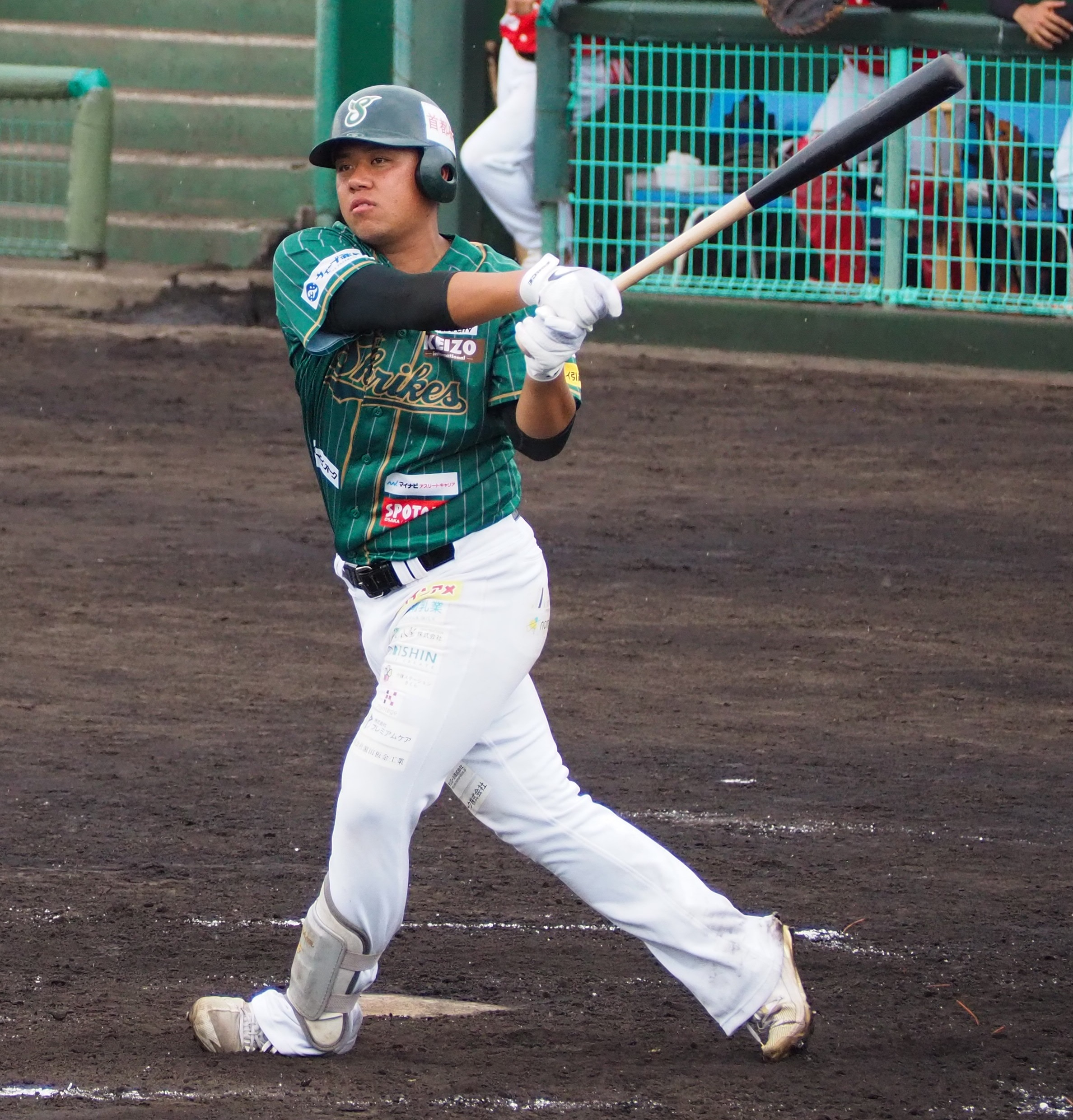
堺シュライクス時代(2022年6月25日)

2021年6月26日、関西独立リーグの堺シュライクスと契約した。
2022年5月12日開催の古巣・巨人三軍との交流戦選抜メンバーに、同じく元巨人の山川和大、工宜、村上海斗とともに入り、試合では二塁打を含む2安打2打点と存在感を示した。また、6月16日開催のソフトバンク三軍との交流戦選抜メンバーにも入った。この年は4番に固定され、リーグ最多の6本塁打、40打点を記録し、出塁率.460、長打率.491、OPS.951もリーグ2位の成績だった。ファン投票によりこの年に初めて選出が行われたリーグのベストナインにも、一塁手として選出された。
2023年の序盤は打撃で苦しむも、終盤には復調。この年も多くの試合で4番を務め、リーグ2位の5本塁打を記録する。リーグのベストナインに二塁手として選出された。11月15日には鎌ケ谷スタジアムで開催の12球団合同トライアウトに2回目の参加をし、シート打撃で7打席に立った中で、中塚駿太から本塁打を打った。12月1日に堺を自由契約となった。

### くふうハヤテ時代
2023年12月7日、翌2024年からのウエスタン・リーグ参加が内定していたハヤテ223（当時チーム名未定、その後「くふうハヤテベンチャーズ静岡」と発表）に入団することが発表された。背番号は25。
9月11日、福田秀平と合同の引退試合を同28日に開催することが発表され、この年限りで現役を引退することが明らかになった。引退試合では「4番・三塁手」でフル出場した。くふうハヤテでの成績は、78試合に出場して打率.187、3本塁打、18打点だった。10月2日付で退団した。

## 選手としての特徴
担当スカウトは「右方向への長打力が魅力の長距離砲」と評しており、内野手として選手登録された。

## 詳細情報

### 年度別打撃成績
- 一軍公式戦出場なし

### 独立リーグでの打撃成績
| 年 度     | 球 団     | 試 合 | 打 席 | 打 数 | 得 点 | 安 打 | 二 塁 打 | 三 塁 打 | 本 塁 打 | 塁 打 | 打 点 | 盗 塁 | 盗 塁 死 | 犠 打 | 犠 飛 | 四 球 | 敬 遠 | 死 球 | 三 振 | 併 殺 打 | 打 率 | 出 塁 率 | 長 打 率 | O P S |
| --------- | --------- | ----- | ----- | ----- | ----- | ----- | -------- | -------- | -------- | ----- | ----- | ----- | -------- | ----- | ----- | ----- | ----- | ----- | ----- | -------- | ----- | -------- | -------- | ----- |
| 2021      | 堺        | 18    | 66    | 53    | 7     | 15    | 4        | 0        | 0        | 19    | 8     | 0     | 0        | 0     | 1     | 10    | -     | 2     | 9     | 1        | .283  | .409     | .358     | .768  |
| 2022      | 堺        | 47    | 226   | 171   | 42    | 55    | 11       | 0        | 6        | 84    | 40    | 5     | 2        | 0     | 6     | 40    | -     | 9     | 24    | 3        | .322  | .460     | .491     | .951  |
| 2023      | 堺        | 47    | 214   | 179   | 34    | 53    | 5        | 1        | 5        | 75    | 31    | 7     | 1        | 0     | 7     | 23    | -     | 5     | 29    | 3        | .296  | .379     | .419     | .798  |
| 通算：3年 | 通算：3年 | 112   | 506   | 403   | 83    | 123   | 20       | 1        | 11       | 178   | 79    | 12    | 3        | 0     | 14    | 73    | -     | 16    | 62    | 7        | .305  | .419     | .442     | .861  |

- 2023年度シーズン終了時点
- 太字はリーグ最高

### 背番号
- 008（2018年 - 2020年）
- 8（2021年）
- 25（2022年 - 2024年）